# Ribeirão Capricórnio
Der Ribeirão Capricórnio ist ein etwa 42 km langer linker Nebenfluss des Ribeirão Tapiracuí im Westen des brasilianischen Bundesstaats Paraná.

## Etymologie
Capricórnio ist die portugiesische Bezeichnung des Steinbocks. Der Ribeirão Capricórnio trägt seinen Namen, weil seine Mündung auf dem südlichen Wendekreis, dem Wendekreis des Steinbocks liegt.  

## Geografie

### Lage
Das Einzugsgebiet des Ribeirão Capricórnio befindet sich auf dem Terceiro Planalto Paranaense (Dritte oder Guarapuava-Hochebene von Paraná).

### Verlauf
Sein Quellgebiet liegt im Munizip Tapejara auf 472 m Meereshöhe etwa 7 km westlich des Hauptorts in der Nähe der PR-323.
Der Fluss verläuft überwiegend in nördlicher Richtung. Er bildet in seinem weiteren Verlauf die westliche Grenze des Munizips Tapejara zunächst zum Munizip Cruzeiro do Oeste und auf den letzten. nördlichen vier Kilometern seines Laufs zum Munizip  Nova Olímpia.. Er mündet auf 288 m Höhe von links in den Ribeirão Tapiracuí. Er ist etwa 42 km lang.

### Munizipien im Einzugsgebiet
Am Ribeirão Capricórnio liegen die drei Munizipien Tapejara, Cruzeiro do Oeste und Nova Olímpia.